# 寶特瓶回收技術

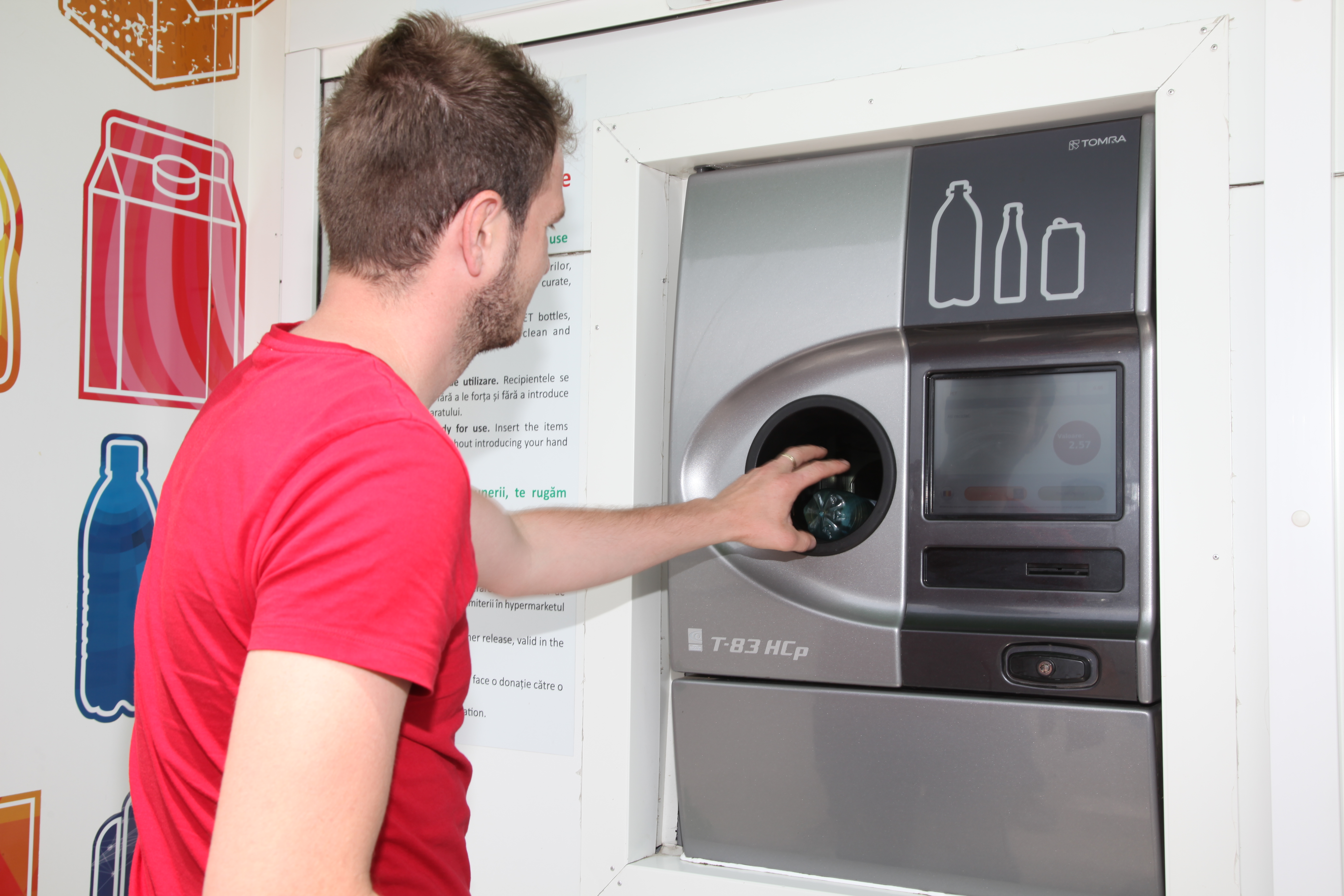
歐洲寶特瓶回收機，丟入可領錢

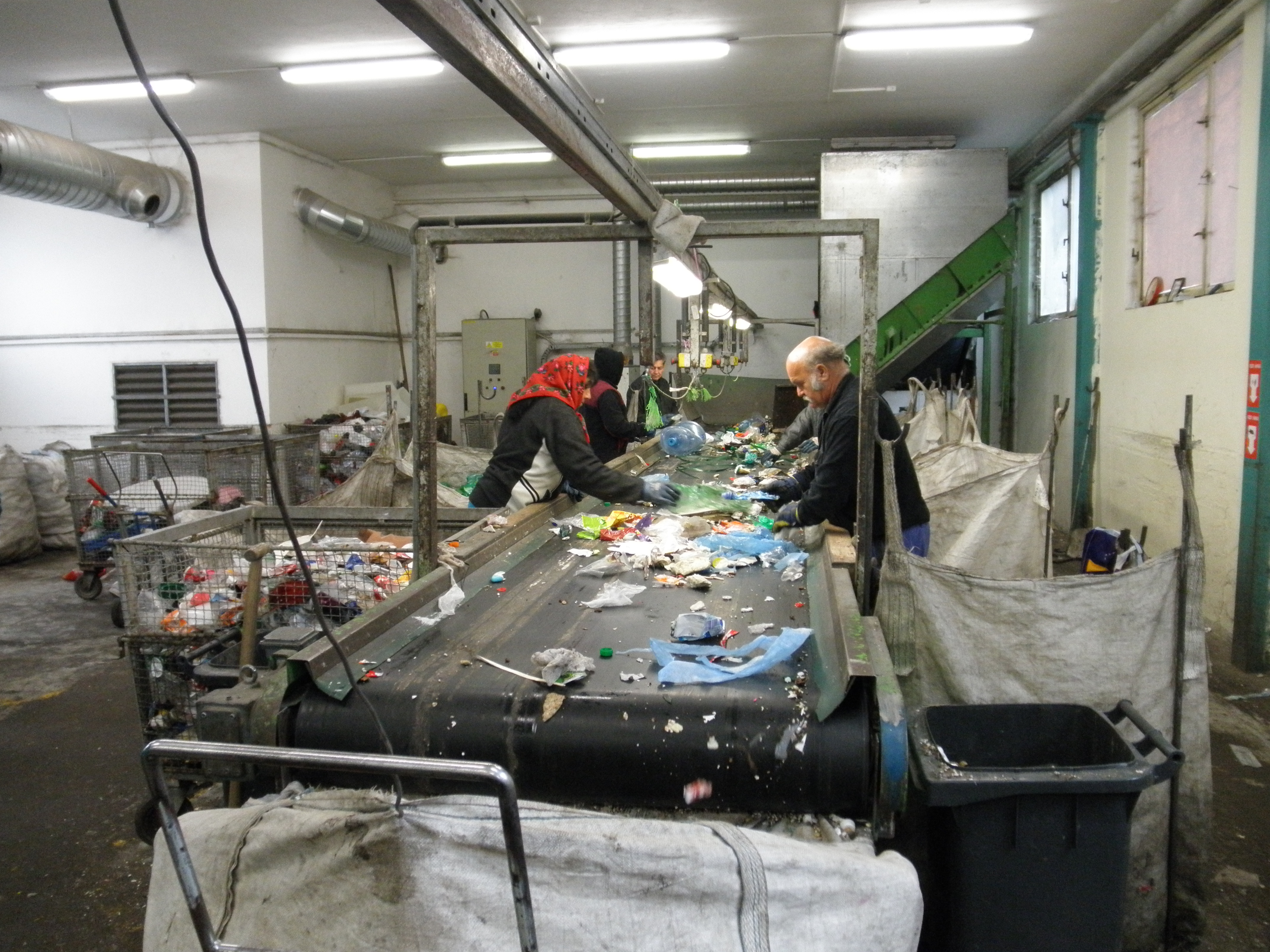
人工分檢台

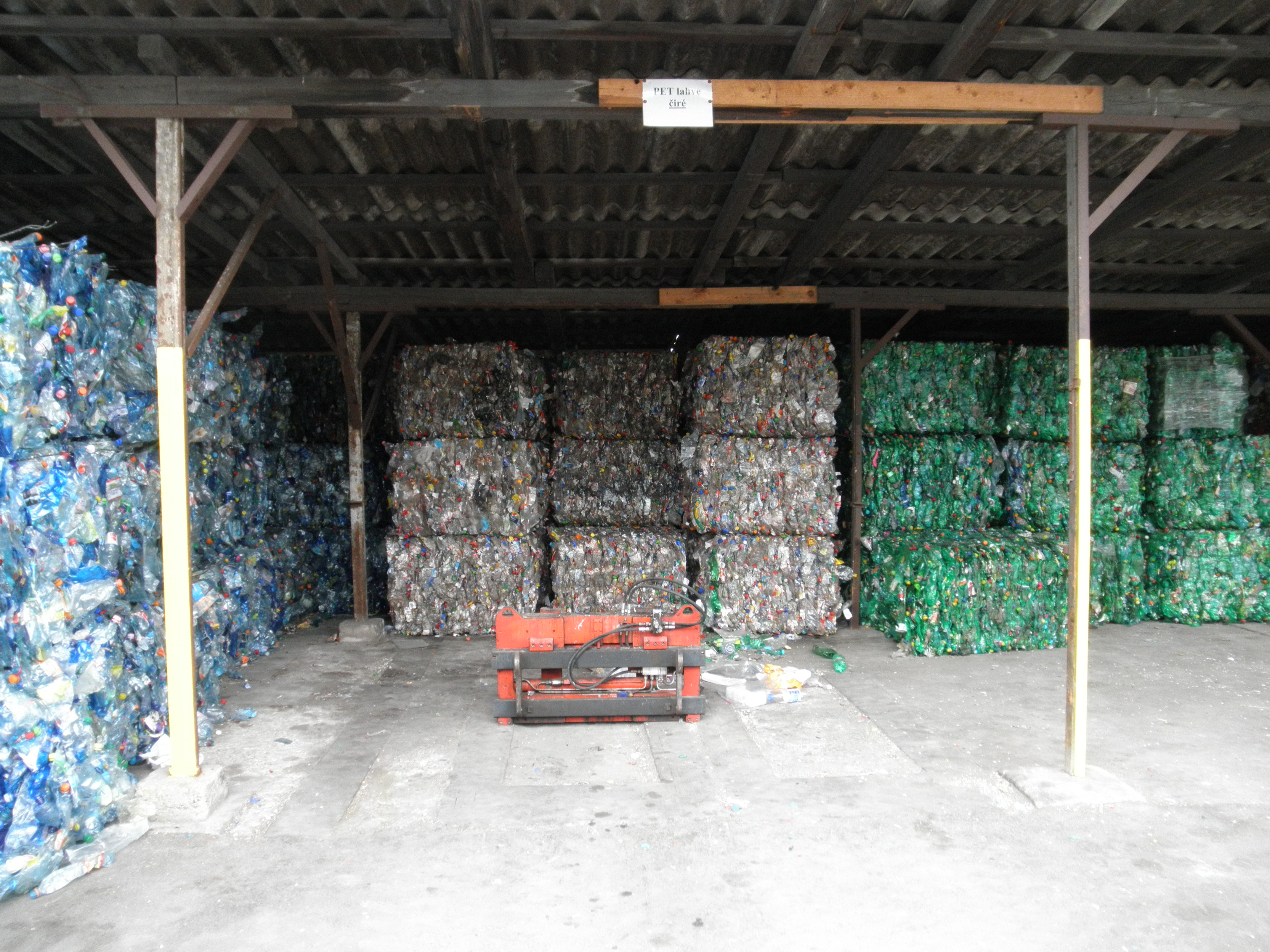
壓成方形的寶特瓶碎塊

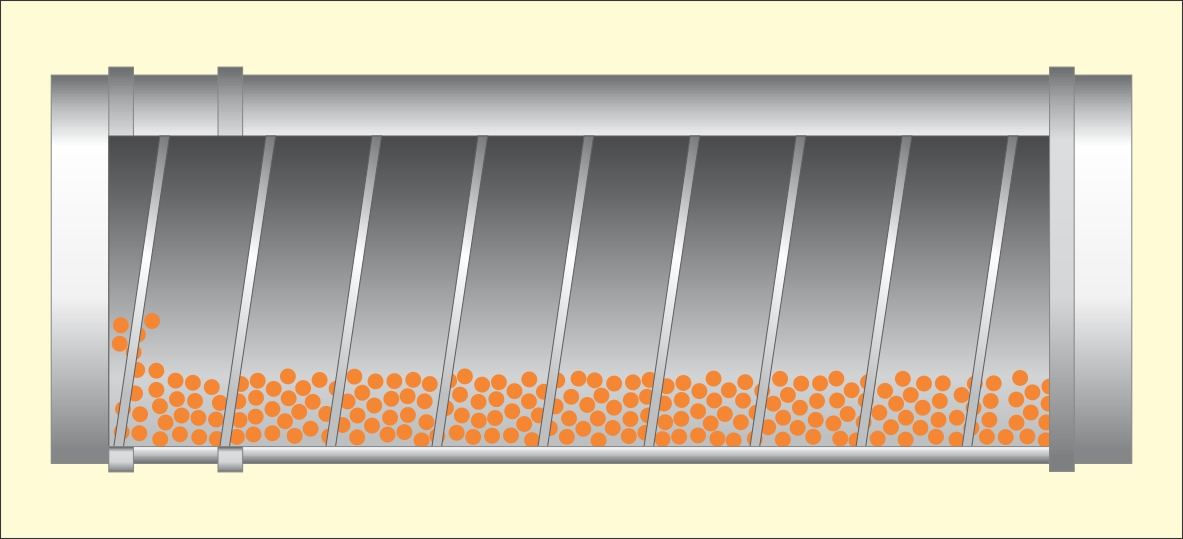
紅外線乾燥機是熔化前必須程序

寶特瓶回收技術（PET bottle recycling）是一種環保技術，用以循環利用寶特瓶。在2012年瑞士達成了81%的寶特瓶進入回收。

## 概論
「寶特」是英語「PET」的音譯。PET是聚對苯二甲酸乙二酯（英文：Polyethylene terephthalate）的簡稱，為製造寶特瓶的原料。1976年杜邦公司開發出便宜耐用、耐酸鹼的寶特瓶後迅速流行於食品产业，但寶特瓶無法自然分解，所以如何處理寶特瓶垃圾的問題即成為現代社會所面臨的一大環保課題。
寶特瓶的回收再利用於科技面其實不複雜，但由於極度氾濫和產量極大，如何形成巨大處理能力的社會體系是難題，許多地方政府和廢物收集機構已經開始將消費後PET與其他家庭垃圾分開收集。 此外一些國家也有適用於PET瓶的回收箱獎勵立法。但有時商業機制變成阻礙，例如在日本由於海外進口全新寶特瓶極度便宜，造成在國內花費人工成本回收再製很不划算，降低了這個回收產業的誘因。
在歐洲當瓶子退回授權的回收中心或某些法定的原始賣家時，獎勵金將部分或全部退還給回收人。 所收集的二手寶特瓶被帶到被稱為材料回收設備場（MRF）的再循環中心，其中被分離出其它雜質材料例如金屬，或是其他鋼性塑料製成的物體，例如PVC，HDPE，聚丙烯， 柔性塑料，如用於瓶蓋、袋子（通常是低密度聚乙烯）、飲料紙箱、玻璃以及其他不由PET製成的參雜品。二手寶特瓶之後被分類成不同的顏色：透明或不透明，藍色和綠色，其餘的顏色。 有時新顏色（如塑料啤酒瓶的琥珀色）的出現進一步使回收行業的分選過程複雜化。分類的瓶被壓碎成捆包，並出售給回收公司，無色和淺藍色瓶比深色或綠色能賣得更高價格，因為二次製作的自由度更高。 
回收公司進一步的處理方法包括破碎，洗滌，分離和乾燥。通過將材料切碎成小碎片進一步處理。 這些碎片仍然含有少許原始物質的殘留物，如碎紙標籤和塑料蓋。 將這些通過不同的方法除去後，其便成為純PET碎片或PET薄片。 PET薄片被用作一些由聚酯製成的產品之原料，實例包括聚酯纖維用於生產衣服，枕頭，地毯等的基礎材料、聚酯片、捆紮帶或新寶特瓶。
PET聚合物熔化後對水解降解非常敏感，會導致其分子量的嚴重降低。因此必須在熔融擠出之前將PET薄片或顆粒乾燥至非常低的水分含量。PET必須乾燥至<100ppm（ppm）水分以下，並保持在該水平，以使熔融加工過程中的水解最小化，所以除濕乾燥機非常重要，這些乾燥器將熱的和脫濕的干燥空氣循環到材料上，將空氣吸回來然後再次乾燥，在閉環操作中再次進行泵送，該方法將PET中的水含量降低到50ppm以下。 除濕效果取決於空氣濕度，如果空氣濕度不好，則在加工過程中會有一些水分殘留，導致良率損失。近年來採用紅外乾燥（IRD）技術，發明了一種新型的烘乾機，由於紅外線加熱能量轉移率高，所使用的特定波長使能源成本大大降低，無定形薄片在約15分鐘內結晶並乾燥，達到大約為300ppm濕度水平，之後使用緩衝料斗下降至<50ppm，在1小時內完成乾燥，因此目前多數廠家都使用紅外乾燥機。 
這些碎片下一步會進熔爐，熔體過濾裝置通常用於在流出過程中從聚合物熔體中除去雜物，稱為“濾網器”的機器內存在污染物的機械分離機制。典型的系統使用鋼體外殼，耐高溫過濾網包含在可移動的活塞或滑板中，使得處理器能夠從擠出機流程中替換篩網而不停止生產。 污染物通常在耐高溫過濾網上收集，這些絲網被支撐在稱為“斷裂板”的不銹鋼板上那是一個大的圓形鋼板，鑽有大孔以允許聚合物熔體流動。 之後PET的再循環開始，通常整個濾網器處於一個產品生產線中，出來的熔體不必冷卻直接就被射進新產品的成型機，例如造粒、片材擠出、捆紮帶等。 

### 直接利用方案

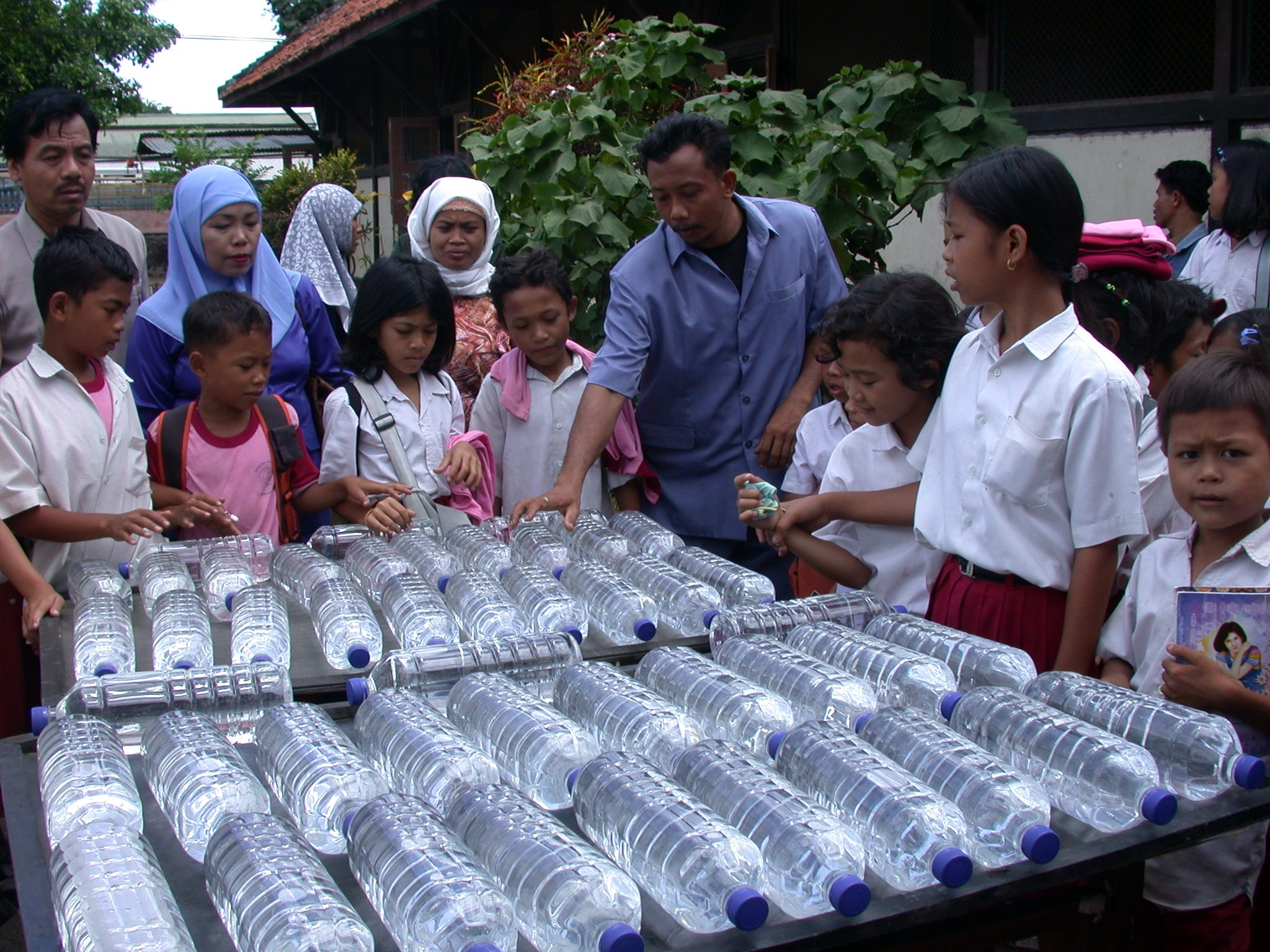
印尼的寶特瓶太陽能淨水計畫

21世紀後一個關於熱帶落後國家的乾淨飲水計畫在聯合國推展，利用二手寶特瓶進行太陽能水消毒裝置，只要將裝滿水的透明寶特瓶放在簡易的集熱板上，就能在大太陽天透過紫外線將過濾水進一步殺菌至可飲用，因為對可見光透明的大多數其他裝水材料（包括玻璃）對紫外線輻射是不透明的，便宜的寶特瓶在這點上有其優勢。所以發達國家的透明色寶特瓶只要經過清洗後就能直接用於該計畫，不須經過再製，也不在乎外型與美觀等商業要求。

## 外部連結
- 中華人民共和國环境保护部 - PET饮料瓶砖环境保护控制要求 （页面存档备份，存于）
- （繁體中文）中華民國環保法規中心提供之資源回收再利用法
- （繁體中文）中華民國行政院環保署資源回收基管會資源回收網 （页面存档备份，存于）。提供一般民眾回收物質資訊，回收技巧，以及回收商資訊。